# Památník Berlín-Hohenschönhausen
Památník Berlín-Hohenschönhausen (německy Gedenkstätte Berlin-Hohenschönhausen) v Berlíně je věnován obětem stalinismu a komunistického režimu. Jako památník byl otevřen roku 1994, nachází se v budovách bývalého sovětského zvláštního a internačního tábora a později (1951–1989) vyšetřovacího vězení Ministerstva pro státní bezpečnost MfS. Velkou většinu osazenstva tvořili političtí vězni.

## Předchůdci

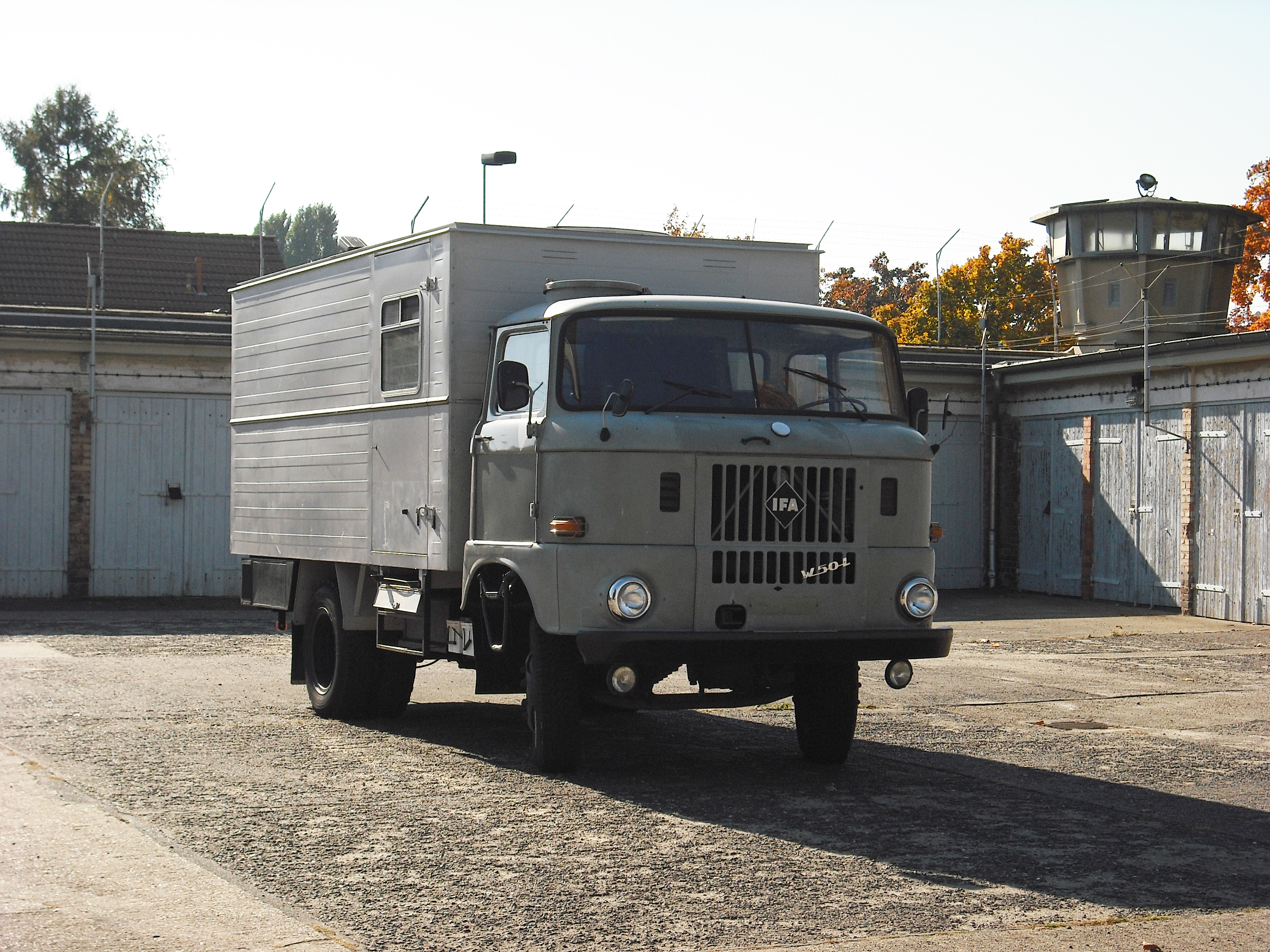
Vězeňský vůz IFA W50

Původní budova z roku 1935 sloužila až do konce války jako velkokuchyně a kantýna národněsocialistické organizace pro sociální péči NSV. Po druhé světové válce sovětská okupační moc pozemek zabavila a zřídila zde internační tábor (tzv. Speciální tábor č. 3), odkud byli zajatci posíláni do jiných sovětských táborů, často pěšími pochody; celkem odsud bylo vypraveno asi 20 000 vězňů.
Podmínky v táboře byly ve všech směrech bídné: tábor byl zcela přeplněn, hygienické podmínky byly katastrofální, zásobování a tedy i strava zcela nedostačující, v netopených celách nedostali vězni deky ani v zimě. Ze sovětských údajů vyplývá, že mezi červencem 1945 a listopadem 1946 zde vysílením a na nemoci zemřelo 886 vězňů, odhady však vycházejí z více než 3000 mrtvých.
Internace byla prováděna na podkladě rozkazu sovětských sil č. 00315 z 18. dubna 1945, kterým bylo nařízeno uvěznění „nepřátelských živlů“ – špiónů, teroristů, diverzantů, aktivistů nacistické NSDAP, příslušníků tajných zpravodajských služeb a také policie, úředníků státní správy atd. Mnohdy se však jednalo o denunciaci – zatčení s nacistickým režimem neměli často nic společného. Mezi zatčenými se nacházeli mladiství a ženy, a také mnoho cizinců, mezi nimi i Rusové, a stále více i političtí odpůrci.
V říjnu 1946 byl tento tábor – po sílících dotazech znepokojeného obyvatelstva – zrušen a změněn na ústřední vyšetřovací vězení sovětské okupační zóny. Ve sklepení (později známého jako „U-Boot“ tedy ponorka) byly zřízeny vlhké a chladné kobky bez oken, vybaveny jen nejprimitivnějším zařízením. Fyzické násilí bylo na denním pořádku. Mezi vězni se nyní stále častěji nacházeli i političtí odpůrci, mnohdy představitelé demokratických stran SPD, CDU a LDPD, ale také komunisté a sovětští důstojníci, upadnuvší v podezření.

## Vězení MfS

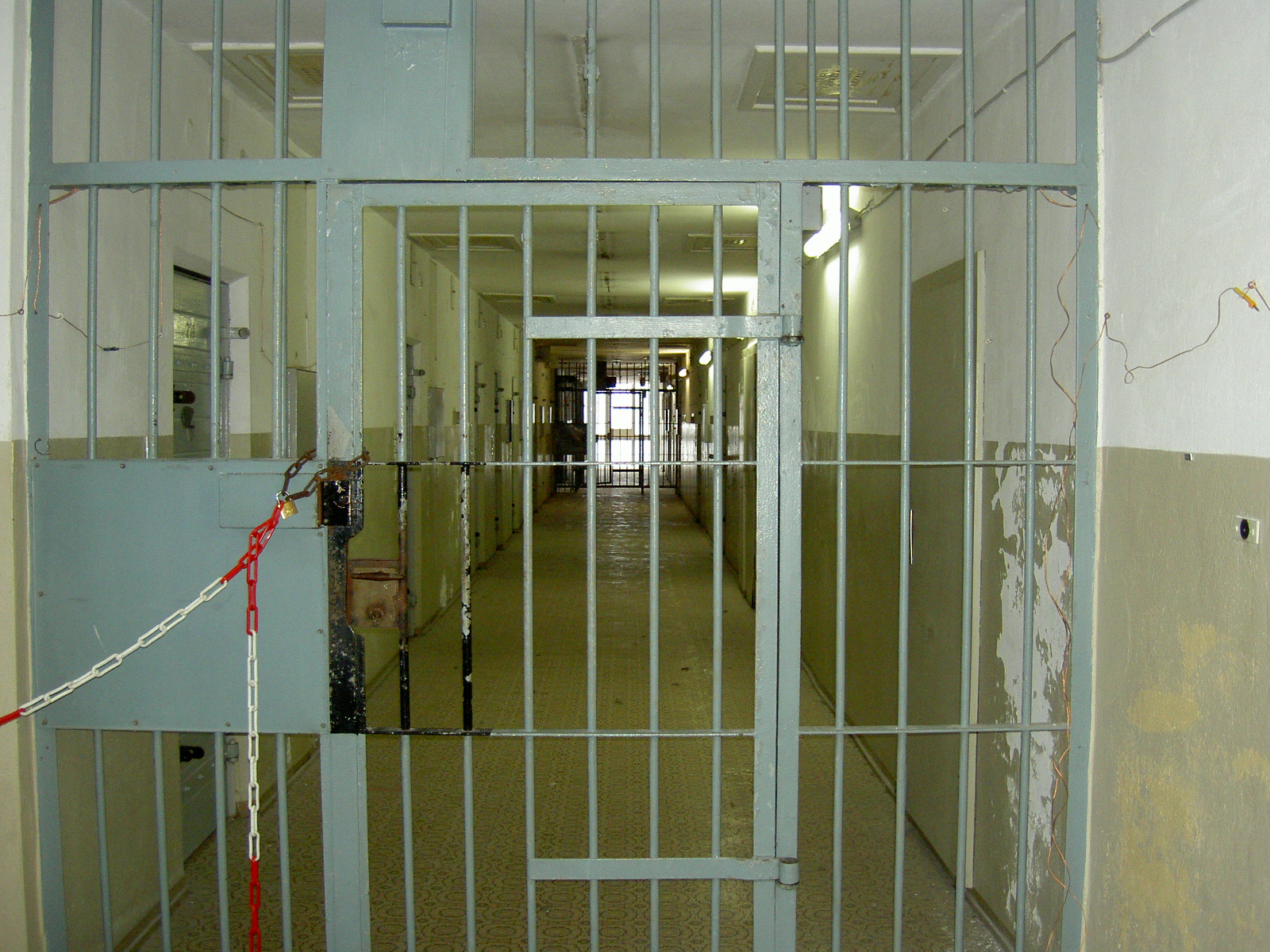
Trakt s kobkami

Roku 1951 byl celý areál převzat novým Ministerstvem pro státní bezpečnost (německy Ministerium für Staatssicherheit – MfS), známým i pod jménem Stasi. Vězení bylo rozšířeno o další budovy s celami a místnostmi pro výslech.
Výběr uvězněných byl široký – účastníci nepokojů roku 17. června 1953, Svědci Jehovovi, reformní komunisté, občané kteří se pokusili o útěk nebo požádali o vystěhování – a i nadále zcela nevinní, kteří byli denuncováni stále větším aparátem tajné služby. K prominentním vězňům patří např. bývalý ministr zahraničí NDR Georg Dertinger, člen politbyra SED Paul Merker, disident Rudolf Bahro a spisovatel Jürgen Fuchs; vězněni zde byli i západoněmečtí občané, kteří byli uneseni. Uplatňování fyzického násilí pomalu ustoupilo do pozadí, odpor vězňů byl lámán psychologickými metodami.

## Památník

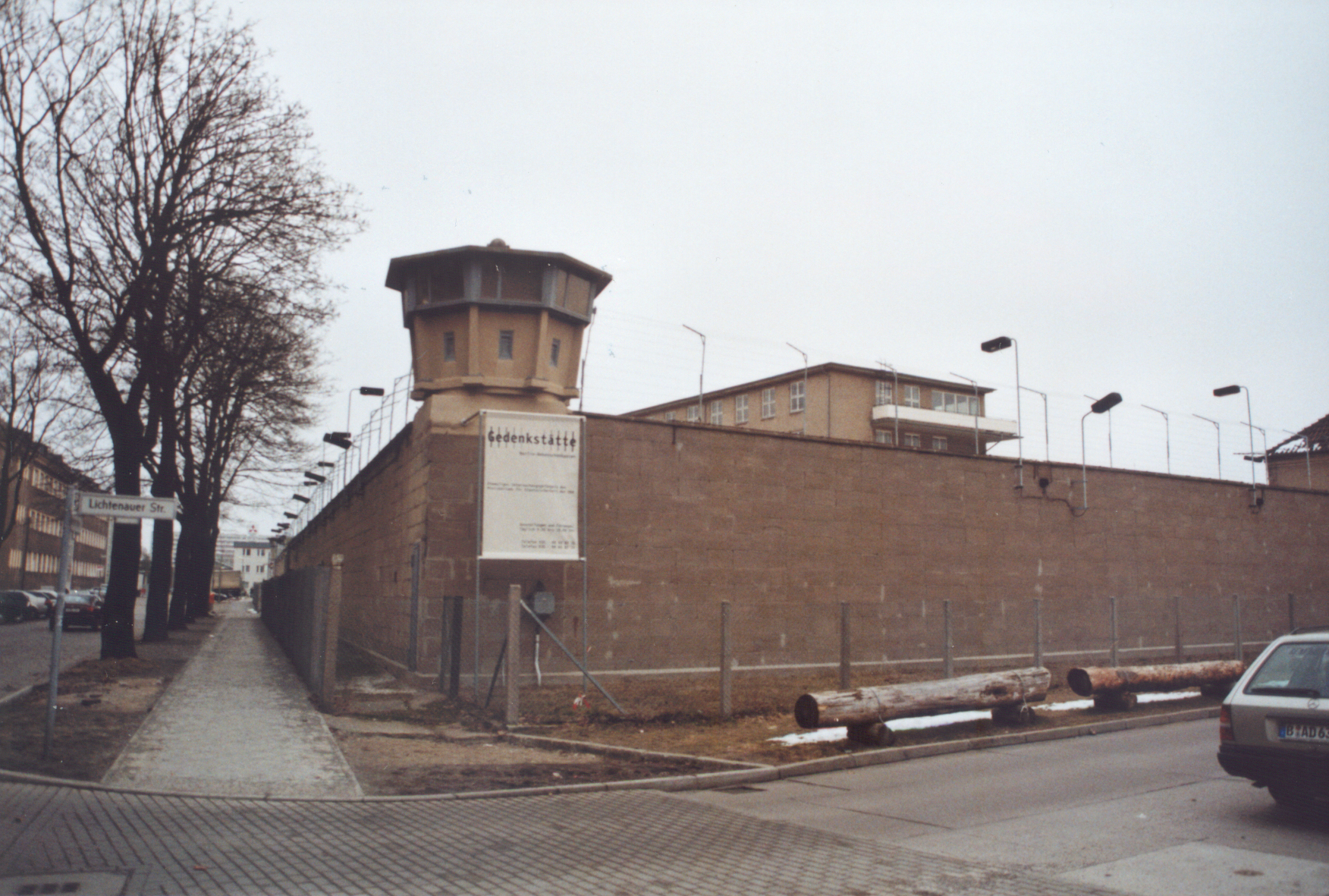
Vnější pohled na vězení

Po zhroucení komunistického režimu a po znovusjednocení Německa bylo vězení v říjnu 1990 uzavřeno. Po diskusích o budoucnosti bývalého vězení, které zůstalo z velké části v původním stavu, byl areál roku 1992 postaven pod památkovou péči a 1994 vyhlášen jako památník obětem stalinismu. V památníku, který je navštěvován ročně kolem 120 000 návštěvníků, jsou pořádány četné výstavy, přednášky i delší semináře, které mají upomínat na utrpení mnoha tisíců vězňů.
Ne všem je existence a aktivita památníku milá a často se v okolí ozývají hlasy pro jeho zavření. K zatím největšímu skandálu došlo v březnu 2006, kdy několik bývalých důstojníků a funkcionářů Stasi vystoupilo během jednoho diskusního večera s tvrzením, že zprávy o násilí jsou smyšlené a výpovědi vězňů manipulované. Jejich vystoupení vyvolalo silné protesty.